# 阿懶
阿懒（?—?），金朝第四代皇帝完颜亮之昭妃。
阿懒本来是金太祖之子、完颜亮的叔父曹国王完颜宗敏之妻。天德二年（1150年），完颜亮杀死宗敏，阿懒被纳入宫中，贞元元年（1153年），完颜亮封阿懒为昭妃。大臣上奏宗敏是皇帝的尊长，不可乱伦纳他的妻子入后宫。于是完颜亮令阿懒出宫。